# Günther Jansen (Politiker, 1831)

Günther Jansen

Günther Gerhard Friedrich Jansen (* 5. Januar 1831 in Oldenburg (Oldb); † 31. Dezember 1914 in Weimar) war ein deutscher Politiker und Staatsminister des Großherzogtums Oldenburg.

## Herkunft
Jansen entstammte einer Beamtenfamilie des Jeverlandes. Seine Eltern waren der Kammerpräsident Gerhard Friedrich August Jansen (1791–1869) und dessen Ehefrau Emilie geb. von Berg (1805–1862), einer Tochter des Staatsministers Günther von Berg.

## Leben
Jansen besuchte das Alte Gymnasium Oldenburg. Er studierte nach dem Abitur an der Georg-August-Universität und wurde 1850 Mitglied der sich ab 1854 Corps nennenden Burschenschaft Teutonia Göttingen. Er legte in Oldenburg das erste juristische Examen ab und war zunächst als Amtsauditor in Oldenburg und Berne tätig. Nach dem zweiten Staatsexamen (1857) wurde er als Sekretär der Regierung in Oldenburg zugeteilt. Er wurde 1859 zum Amtsassessor ernannt und in den folgenden Jahren mit der Verwaltung der Ämter Löningen und Damme (Dümmer) betraut.

### Vertrauter des Großherzogs
Seit 1864 gehörte Jansen zu den engeren Mitarbeitern von Peter II. (Oldenburg). Von ihm wurde er beauftragt, die (fragwürdigen) oldenburgischen Erbansprüche auf Schleswig-Holstein in der Öffentlichkeit und in der Presse zu propagieren. Zu diesem Zweck wurde Jansen in die 1859 geschaffene Hof- und Privatkanzlei versetzt, die dem Großherzog als bürokratisches Instrument zur Verfolgung eigener außenpolitischer Ziele diente. Diese Kanzlei, zu deren geschäftsführendem Vorstand Jansen 1865 ernannt wurde, gewann Bedeutung für die oldenburgische Politik und stand selbständig neben dem Staatsministerium. Jansen knüpfte in den folgenden Monaten Kontakte zu verschiedenen Zeitungen und baute im Herzogtum Holstein und im Herzogtum Schleswig ein Netz von Vertrauensleuten auf. 1864/65 (nach dem Deutsch-Dänischen Krieg) erkundete er in vertraulichen Sondierungsgesprächen in Hannover, Berlin und Eutin die oldenburgischen Erfolgschancen. Nach dem Scheitern des von Anfang an aussichtslosen Projekts wurde Jansen am 1. Juli 1866 – im Deutschen Krieg – Ministerialreferent im Staatsministerium. Er war an den internen Beratungen über die geplante Verfassung des Norddeutschen Bundes beteiligt. Im Januar und Februar 1867 nahm er im Beraterstab des Ministerpräsidenten Peter Friedrich Ludwig von Rössing auch an den abschließenden Konferenzen in Berlin teil. Als Mitglied der Kommission für die Verwaltungsreform arbeitete er 1868 an der Einführung der modernen Ministerialverwaltung mit. Ende des Jahres wurde er zum Regierungsrat befördert.

### Politische und dynastische Aufgaben

Großherzogtum Oldenburg

Neben seinen Dienstgeschäften wurde der inzwischen bewährte, vom Großherzog wegen seiner Arbeitskraft und flexiblen Einsatzbereitschaft auch persönlich geschätzte Beamte immer wieder mit höfisch-diplomatischen und politischen Sondermissionen betraut. 1869 sandte ihn Nikolaus Friedrich Peter nach Bamberg und München, wo J. in längeren Verhandlungen die Erbansprüche der Königin Amalie von Griechenland (1818–1875), der Schwester des Großherzogs, klären und regeln konnte. Am 4. Juli 1870 übernahm er als Vorstand die Leitung der Hof- und Privatkanzlei und begleitete den Großherzog auf dessen Wunsch während des Feldzuges gegen Frankreich. Bei den offiziellen und inoffiziellen Beratungen im Hauptquartier von Versailles über die Reichsverfassung bemühte sich Nikolaus Friedrich Peter, seinen schon 1866 propagierten Plan der Schaffung eines Oberhauses durchzusetzen, das als föderative Vertretung der deutschen Fürsten ein Gegengewicht gegen das übermächtige Preußen sowie gegen die unitarischen und demokratischen Bestrebungen des Reichstags des Allgemeinen Wahlrechts bilden sollte. Im Auftrag seines Landesherrn suchte Jansen Friedrich I. (Baden, Großherzog) für dieses Projekt zu gewinnen und veröffentlichte am Jahresende anonym eine umfangreiche Broschüre, um der Oberhausidee in der Öffentlichkeit eine breitere Unterstützung zu verschaffen. Aussicht auf Erfolg hatte dieser für die konservative Einstellung des Großherzogs kennzeichnende Vorschlag freilich nicht und verschwand rasch wieder in den Schubladen.
Zwei Jahre später übernahm Jansen erneut einen Sonderauftrag. Nach den Anweisungen Nikolaus Friedrich Peters entwarf er das neue Hausgesetz, das die Kinder aus unebenbürtigen Ehen von der Nachfolge ausschloss. Jansen reiste im Mai 1872 nach Sankt Petersburg und holte die Zustimmung des Hauses Romanow-Holstein-Gottorp zu diesem Entwurf ein.

### Staatsministerium

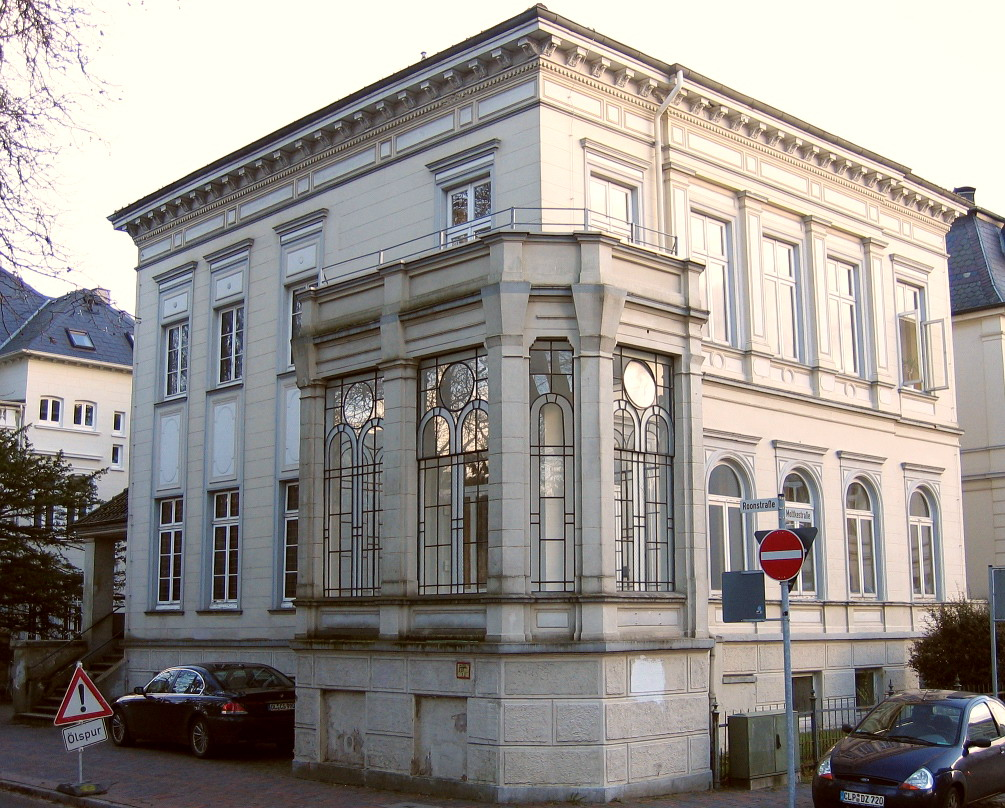
Wohnsitz des Ministers Jansen in OL-Roonstraße 5 von 1877 bis 1901

Das durch die enge Zusammenarbeit gefestigte Vertrauen des Großherzogs und seine in verschiedenen Aufgabenbereichen unter Beweis gestellte Leistungsfähigkeit öffneten Jansen den Weg zur Staatsspitze. Bereits im Dezember 1871 wurde er zum Vortragenden Rat im Staatsministerium befördert. Nach dem Rücktritt seines Onkels Karl von Berg im Oktober 1876 wurde er zum Minister in der Regierung Friedrich Andreas Ruhstrat ernannt; er übernahm das Departement des Innern und des Großherzoglichen Hauses und das Departement des Äußeren. Die Aufnahme in Oldenburgs Literarische Gesellschaft (1877) bestätigte seine Zugehörigkeit zur schmalen Führungsschicht des Landes. Am 14. März 1890 wurde Jansen schließlich unter Beibehaltung seiner beiden Ressorts zum Vorsitzenden des Staatsministeriums ernannt. Damit übernahm er de facto die Funktion eines Ministerpräsidenten. Im April 1897 wurde er mit dem Titel Staatsminister ausgezeichnet. Seine lange und erfolgreiche Amtszeit endete mit einem Missklang. Aus Altersgründen wollte Jansen seine Ämter zum Jahresende 1901 niederlegen. Nach dem Tod Nikolaus Friedrich Peters im Juni 1900 bot er dem Großherzog sofort die Gesamtdemission des Staatsministeriums an. Vorangehende Differenzen mit dem Erbgroßherzog in wichtigen Fragen der inneren Verwaltung ließen ihn für die nahe Zukunft Konflikte zwischen seiner Regierung und dem Landesherrn befürchten, denen er sich nicht mehr aussetzen wollte. Großherzog Friedrich August lehnte das Rücktrittsangebot am 14. Juni 1900 ab, verlangte aber eine erhebliche Erhöhung der Zivilliste. Jansen stellte sich entschieden gegen die Forderung, weil der Oldenburgische Landtag sie nur gegen bedeutende Zugeständnisse auf anderen Gebieten bewilligen würde.

### Entlassung
Zusätzliche Differenzen in eher geringfügigen Fragen verschärften die Situation und führten am 19. August 1900 zur brüsken Entlassung der Regierung. Zu Beginn des Jahres 1901 übersiedelte Jansen mit seiner Familie nach Weimar, wo er sich literarisch-historischen Studien widmete. Seit den 1870er Jahren hatte er noch heute lesenswerte Arbeiten zur Geschichte Oldenburgs im ausgehenden 18. und im 19. Jahrhundert verfasst, die er nun fortführte und durch die Niederschrift von Teilen seiner Erinnerungen ergänzte.

„Unter den leitenden Beamten Oldenburgs im 19. Jahrhundert nimmt Jansen einen herausragenden Platz ein. Als langjähriger Minister zweier wichtiger Ressorts und als Ministerpräsident bestimmte er maßgeblich die Entwicklung und den inneren Ausbau des Großherzogtums in diesen Jahrzehnten tiefgehenden Wandels. In politischer Hinsicht war er ein gemäßigter Konservativer des für Oldenburg charakteristischen Typus, der von er Notwendigkeit durchdrungen war, den Forderungen der Zeit entgegenzukommen und die Verwaltung und Regierung des Landes nach den Grundsätzen eines gemäßigten Liberalismus zu führen.“

## Ehrungen
- Oldenburgischer Haus- und Verdienstorden des Herzogs Peter Friedrich Ludwig[6]
  - Kapitularritter (1878)
  - Komtur (1880)
  - Groß-Komturkreuz (1883)
  - Ehren-Großkreuz (1894)
  - Kapitular-Großkomtur (1897)
  - Kapitular-Großkreuz (1899)

## Familie
Jansen war seit 1864 verheiratet mit Marie geb. Frömmelt (1843–1928), der Tochter des Pfarrers Moritz Theodor Frömmelt und dessen Ehefrau Emilie Wilhelmine Friederike geb. Klein. Eine Tochter war die Schriftstellerin Emmi Lewald (1866–1946).